# Don Sak (huyện)
Don Sak (tiếng Thái: ดอนสัก) là một huyện (amphoe) ở phía đông tỉnh Surat Thani. Bến phà đi đảo Samui nằm ở huyện này.
Các huyện giáp ranh (từ phía đông theo chiều kim đồng hồ) là: Khanom và Sichon (cả hai ở tỉnh Nakhon Si Thammarat) và huyện Kanchanadit. Về phía bắc là vịnh Thái Lan, với các đảo thuộc huyện Ko Samui.

## Lịch sử
Đơn vị này được lập làm một tiểu huyện (king amphoe) vào ngày 24 tháng 3 năm 1969 thông qua việc tách 2 tambon Don Sak và Chonlakhram từ Kanchanadit. Ngày 16 tháng 11 năm 1971, đơn vị này đã được nâng thành huyện. Đơn vị tambon thứ 4 Pak Prak đã được lập ngày 14 tháng 7 năm 1978 từ tambon Don Sak và Chaiyakhram.

## Hành chính
Huyện Don Sak được chia ra 4 phó huyện (tambon), các đơn vị này lại được chia ra thành 40 làng (muban). Tất cả bốn tambon do 4 Tổ chức hành chính tambon quản lý; Don Sak là thị trấn (thesaban tambon) và nằm trên một phần tambon Don Sak.
| \| STT. \| Tên \| Tên Thái \| Số làng \| Dân số \| \| ---- \| ----------- \| -------- \| ------- \| ------ \| \| 1. \| Don Sak \| ดอนสัก \| 14 \| 18.634 \| \| 2. \| Chonlakhram \| ชลคราม \| 6 \| 2.250 \| \| 3. \| Chaiyakhram \| ไชยคราม \| 5 \| 2.011 \| \| 4. \| Pak Prak \| ปากแพรก \| 15 \| 12.573 \| | Map of Tambon |          |         |        |
| STT. | Tên           | Tên Thái | Số làng | Dân số |
| 1. | Don Sak       | ดอนสัก    | 14      | 18.634 |
| 2. | Chonlakhram   | ชลคราม   | 6       | 2.250  |
| 3. | Chaiyakhram   | ไชยคราม  | 5       | 2.011  |
| 4. | Pak Prak      | ปากแพรก  | 15      | 12.573 |